# Antoni Nowak-Przygodzki
Antoni Michał Nowak-Przygodzki, né le 15 mai 1897 à Cracovie et mort le 4 janvier 1959 dans le 7e arrondissement de Paris, est un juriste, avocat et militant politique de l'exil polonais.

## Biographie
Né en 1897 à Cracovie, il participe à la Première Guerre mondiale, puis à la défense de la ville de Lviv durant la guerre polono-ukrainienne. Il combat aussi lors de la guerre soviéto-polonaise en qualité de sous-lieutenant, aux côtés du général Jozef Pilsudski. En mérite de ses efforts, il reçoit la Croix de la Valeur en 1921. Dans l’entre-deux-guerres, après l’obtention de son doctorat en droit en 1919, il devient professeur de droit, mène des recherches juridiques et dirige son propre cabinet d’avocat. Il est très actif dans diverses organisations politiques et sociales. En 1919, il épouse Zofia Gumowska avec qui il a quatre enfants.
Lors de la Seconde Guerre mondiale, il n'est pas mobilisé, mais il devient responsable de la commission des réfugiés qui arrivent à Lviv. Après l’arrivée de l’Armée rouge, il rejoint la clandestinité fin septembre 1939 en raison de son activité politique d’avant-guerre et part à Varsovie en automne 1940. Officier des Groupes d’assaut des Rangs Gris opérant sous le pseudonyme « Opel », et, à partir de 1944, chef du Bureau de l’information et de la propagande de l’état-major de l’Armée de l’intérieur dans le district de Varsovie, il prend part à l’insurrection de Varsovie. Après l’échec de cette insurrection en octobre 1944, il est envoyé au camp de prisonniers de guerre Bergen-Belsen en Allemagne. Libéré par les Britanniques, il est chargé de la culture et de l’éducation des unités polonaises sur le dans la zone d’occupation britannique de l’Allemagne jusqu’à sa démobilisation en juin 1947.
À la suite de la Seconde Guerre mondiale, il s’installe en France et il fait venir de la Pologne son fils et sa fille mineurs avec l’aide de la Croix-Rouge, puis sa femme. Ils habitent d’abord dans un petit hôtel la rue des Écoles avec le cercle intime de la revue d’émigration polonaise Kultura, entre autres Joseph et Maria Czapski, Jerzy Giedroyc et Zygmunt et Zofia Hertz. Il devient membre du comité exécutif de l’Union des réfugiés de guerre polonais lors du premier congrès mondial des réfugiés de guerre polonais à Bruxelles en 1946, et son vice-président à partir de 1949. Le 31 mai 1949, le président de la République de Pologne en exil, August Zaleski, le nomme membre du Conseil national de la République de Pologne, inauguré à Londres le 6 juin. À partir de 1950, il reprend l’enseignement. En mai 1951, il devient membre de l’Académie Internationale Libre des Sciences et des Lettres, créée à Paris et regroupant des exilés savants d’Europe centrale et orientale, et en 1952, de la Société historique et littéraire polonaise à Paris.  À partir du mai 1952, il travaille à Strasbourg au Collège de l’Europe libre, tout en maintenant en parallèle son activité d’enseignant et de chercheur, jusqu’à la fermeture de l’institution en été 1958.
Il décède à Paris le 4 janvier 1959.

## Archives
Les archives d'Antoni Nowak-Przygodzki sont actuellement conservée à la Bibliothèque polonaise de Paris. Son fonds comprend notamment des archives relatives à son activité dans la période d’après-guerre.